# トヨタ・P型エンジン

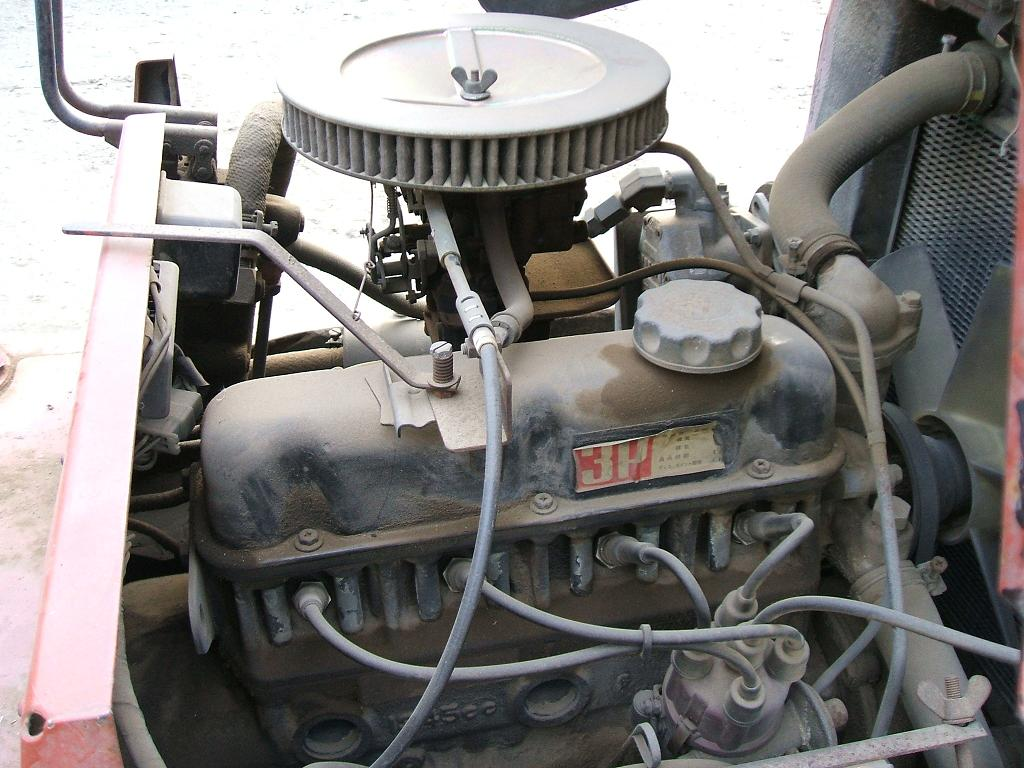
3P型エンジン（フォークリフト用）

トヨタ・P型エンジン（トヨタ・Pがたエンジン）は、トヨタ自動車工業（現・トヨタ自動車）が製造していた水冷直列4気筒ガソリンエンジンの系列である。

## 概要
サイドバルブの動弁系で、登場時から旧弊と評されていた、同社のS型(初代)エンジンを置き換えるために開発された。
OHVとなった他、S型に比べ、内径×行程の比率がスクエア=1に近づいている。

## 系譜
- エンジン型式一覧の自動車用エンジンの系譜を参照。

## 型式

### P - 1,000cc
| P                  | P                 |
| ------------------ | ----------------- |
| 登場年月           | 1959年10月        |
| エンジン種別       | ガソリンエンジン  |
| 冷却方式           | 水冷              |
| シリンダー配置・数 | 直列 4気筒        |
| 弁形式             | OHV               |
| 内径×行程          | 69.9mm×65mm       |
| 排気量             | 997cc             |
| 圧縮比             | 7.5:1             |
| 馬力               | 45hp/5,000rpm     |
| トルク             | 7.0m・kg/3,200rpm |
| 重量               | 128kg             |

- （初）トヨエース（PK20）
- 初代トヨペット・コロナ（PT10）
- 初代トヨペット・コロナライン（PT16V）
- 2代目トヨペット・コロナ（PT20）
- 2代目トヨペット・コロナライン（PT26/26V）

### 2P - 1,200cc
- （初）3代目コロナ（PT40）
- コロナライトバン（PT46V）
- コロナピックアップ（PT46）

### 3P - 1,350cc
| 3P                 | 3P                 |
| ------------------ | ------------------ |
| 登場年月           | 1965年11月         |
| エンジン種別       | ガソリンエンジン   |
| 冷却方式           | 水冷               |
| シリンダー配置・数 | 直列 4気筒         |
| 弁形式             | OHV                |
| 内径×行程          | 76.6mm×73mm        |
| 排気量             | 1,345cc            |
| 圧縮比             | 8.3:1              |
| 馬力               | 65PS/5,000rpm      |
| トルク             | 10.3m・kg/3,000rpm |
| 重量               | 133kg              |

- （初）3代目コロナ（PT41）
- コロナライトバン（PT47V、PT86V）
- コロナピックアップ（PT47）
- トヨペット・ライトスタウト（PK32）
- ハイエース（PH10）
- 3FG（豊田自動織機製・フォークリフト）
- 4FG（豊田自動織機製・フォークリフト）

### 4P - 1,500cc
- 1ｔ系12型後期～15型前期（小松フォークリフト製・フォークリフト）
- 5FG（豊田自動織機製・フォークリフト）